# Meester van Antoine Rolin

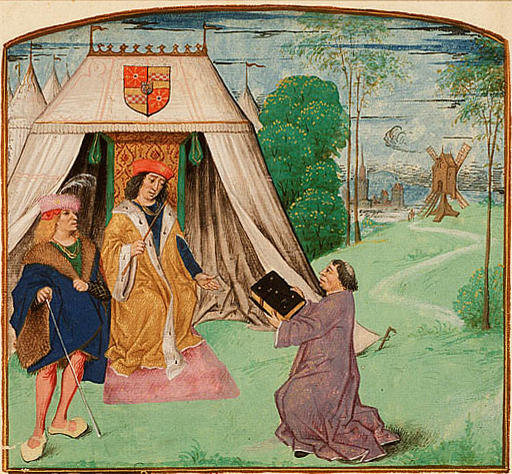
Le roman de la rose, Frontispice door de Meester van Antoine Rolin, Den Haag, Koninklijke Bibliotheek Ms. 128 G 5

De Meester van Antoine Rolin was een boekverluchter die tussen 1490 en 1520 actief was in het graafschap Henegouwen. Daarnaast was hij ook actief aan het hof van Filips de Schone en van Margareta van Oostenrijk en werkte hij voor de hofadel zoals naast Antoine Rolin, Filips van Kleef, Gilles de Berlyamont en Pierre de Hénin, heer van Boussu.
Zijn noodnaam kreeg hij in 1953 van Otto Pächt, voor een verluchte kopie van Le Livre des échecs amoureux van Evrart de Conty (Parijs, Bibliothèque nationale de France, Ms. fr. 9197) en twee exemplaren van de Annales du Hainaut van Jacques de Guyse, vertaald door Jean Wauquelin, (Oxford, Bodleian Library, Mss. Douce 205 and Holkham misc. 50-53). Twee van deze handschriften waren gemaakt voor Antoine Rolin (ca. 1424-1497), zoon van kanselier Nicolas Rolin en grootbaljuw van het Graafschap Henegouwen, en voor zijn vrouw Marie d’Ailly. Het derde was vervaardigd voor Gilles de Berlaymont, een schoonzoon van Antoine Rolin. Pächt voegde later nog een handschrift toe met een kopie van de Pèlerinage de la vie humaine van Guillaume Digulleville en van La danse aux aveugles van Pierre Michaut (Genève, Bibliothèque publique et universitaire, Ms. fr. 182) aan de lijst van werken toe.
Meer recent bestudeerde Anne-Marie Legaré het werk van deze meester vrij extensief. Ze publiceerde tussen 1990 en 2002 een aantal geschriften waarin ze de activiteit van de meester uitvoerig beschrijft. Ze toonde onder meer aan dat de meester in Henegouwen kan geplaatst worden, en meer bepaald in Valenciennes, waar ook Simon Marmion werkzaam was, die trouwens onze meester duidelijk beïnvloedde.
Legaré breidde ook het oeuvre van de meester gevoelig uit met 122 miniaturen uit het Recueil des histoires de Troie van Raoul Lefèvre (Paris, Bibliothèque nationale de France, Ms. fr. 22552), dat hij eveneens voor Antoine Rolin maakte en waaraan hij begon in 1495.
Tussen 1500 en 1510 verluchtte hij met 11 miniaturen een unieke kopie van de Allégorie de l'homme raisonable et de l'entendement humain (Paris, Bibliothèque nationale de France, Ms. fr. 12550). Dit werk behoorde later tot de bibliotheek van Margareta van Oostenrijk.
Een ander seculier werk dat door Legaré aan de meester werd toegeschreven is de Roman de la rose, moralisé et translaté de rime en prose een proza versie van het boek van Guillaume de Lorris en Jean de Meung dat door Jean Molinet werd geschreven voor Filips van Kleef in 1500.
Ze voegde ook een belangrijk aantal devotionele werken aan de lijst van werken van de meester toe waarbij de "Boussu-getijden" (Parijs, Bibliothèque de l'Arsenal, Ms. 1185), dat kort na 1490 gemaakt werd voor Isabelle de Lalaing, de weduwe van Pierre de Hénnin de Boussu. Veel van de iconografische motieven van Marmion werden door de meester gebruikt in dit werk. De devotionele werken van de meester zijn minder verzorgd dan de seculiere werken, hoewel er hier ook een grote variëteit is van zeer luxueus tot heel gewoon, waarschijnlijk in functie van de koopkracht van de opdrachtgever, edelman of burger. Gezien het grote aantal en het verschil in kwaliteit van deze werken, is het vrij plausibel dat de meester beschikte over een aantal assistenten. De getijdenboeken tonen, meer dan de seculiere werken, de invloed van Simon Marmion op onze meester.

## Stijlkenmerken
De landschappen van de meester zijn makkelijk herkenbaar. Ze bestaan uit grote ruimtes met weinig reliëf en geschilderd in opmerkelijk oplichtende kleuren met onder meer een zeer mooi licht appelgroen. Het afgebeelde terrein neemt dikwijls twee derden van de miniatuur in beslag en is bezaaid met kleine ronde struikjes, waarvan enkele de voorgrond aflijnen. De invloed van Marmion is duidelijk te herkennen aan de bochtige wegels en riviertjes die van de voorgrond naar de einder lopen en aan de architecturale ensembles op de achtergrond. Grote rotsen in de stijl van Patinir staan hier en daar in het landschap.
De wolken van de meester zijn bijna zo goed als een handtekening en ze werden ook zeer snel nagevolgd door andere artiesten uit zijn kring. Door een bleekblauwe lucht schilderde hij donkerblauwe banden die de doorschemerende tekst van de versozijde van de tekening volgen. Andere lijnen werden in het zilver geschilderd, nu zwart door oxidatie, evenals hier en daar een cumuluswolkje.
De pastelkleuren van het landschap contrasteren sterk met de verzadigde kleuren van de kleding, waar de meester bij voorkeur de combinaties groen-rood, blauw-rood of blauw-rose gebruikt. Bij grote groepen gebruikt hij de vier kleuren naast elkaar. De vouwen in de kleding zijn voorgesteld als een cascade van vierkante plooien opgelicht met gouden arceringen. Half geknielde of zittende houdingen accentueren het spel van de golvingen in de stoffen. Een karakteristieke zachte penseelstreek over het oppervlak van de verf wrijft, creëert een fluwelen textuur. De figuren zijn eerder vlak, lineair, zonder veel diepte. Met de figuren in een landschap of een interieur heeft hij moeite met de relatieve grootte van figuur en omgeving, wat een duidelijk verschil is met Marmion.
Stilstaande mannelijke figuren zijn groot, statisch en houterig. Het melancholieke hoofd neigt naar de schouder en is dikwijls te groot ten opzichte van het lichaam. In beweging zijn de figuren zeer beweeglijk, ze stappen, knielen en maken zelfs pirouettes, maar het resultaat geeft geen stabiliteit en is niet natuurlijk. De figuren zweven over het blad en lijken niet in contact met de grond. Dames worden weergegeven al dansend, elegant heupwiegend, soepel en licht. Ze hebben overvloedig krullend haar en een wit, ovaal gezicht. Wat het palet betreft leunt de meester eerder aan bij het Franse model met mauve, groen, zalmrood en lichtgroen maar hier en daar stroken geel verlevendigd met rood en oranje voor laarzen en kleding duiden op een Vlaamse invloed.

## Werken
Hierbij een selectie van aan deze meester toegeschreven werken:
- Pèlerinage de la vie humaine van Guillaume Digulleville en La danse aux aveugles van Pierre Michaut, Genève, Bibliothèque publique et universitaire, Ms. fr. 182, 31 grote en 112 kleine miniaturen. Negen onafgewerkte miniaturen met alleen de pentekening door de Meester van Antoine Rolin.
- Annales du Hainaut van Jaques de Guyse, vertaald door Jean Wauquelin, Oxford, Bodleian Library, Mss. Douce 205. Slechts 34 folia bewaard met 8 grote en een kleine miniatuur.
- Annales du Hainaut van Jaques de Guyse, vertaald door Jean Wauquelin, Oxford, Bodleian Library, Holkham misc. 50-53. Negen miniaturen in Vol I, waarvan 5 van de meester.
- Le Livre des échecs amoureux van Evrart de Conty (Parijs, Bibliothèque nationale de France, Ms. fr. 9197). Vier grote en 20 kleine miniaturen.
- Roman de la rose, moralisé et translaté de rime prose, Den Haag, Koninklijke Bibliotheek Ms. 128 G 5
- Allégorie de l'homme raisonable et de l'entendement humain (Parijs, Bibliothèque nationale de France, Ms. fr. 12550), 5 volblad en 6 halfblad miniaturen
- Recueil des histoires de Troie van Raoul Lefèvre, Parijs, Bibliothèque nationale de France, Ms. fr. 22552

- Getijdenboek voor het gebruik van Luik, Antwerpen verzameling Dominique Hertoghe
- Getijdenboek voor het gebruik van Rome, Baltimore, Walters Art Gallery Ms. W. 4313
- Getijdenboek voor het gebruik van Rome, Cambrai, Bibliothèque Municipale, Ms. A. 107
- Getijdenboek voor het gebruik van Cambrai, Kopenhagen, Det Kongelige Bibliotek, Ms. Thott 542 4°
- Getijdenboek voor het gebruik van Cambrai, Frankfurt, Stadt- und Universitätsbibliothek Ms. lat. oct 107
- Getijdenboek voor het gebruik van Rome, Den Haag, Koninklijke Bibliotheek, Ms. 76 F 16.
- Getijdenboek voor het gebruik van Terwaan, New York, J. Pierpont Morgan Library, M 116
- Getijdenboek voor het gebruik van Rome, New York, J. Pierpont Morgan Library, M 1053
- Getijdenboek voor het gebruik van Rome, Boussu getijen, Parijs, Bibliothèque de l’Arsenal, ms. 1185
- Getijdenboek voor het gebruik van Rome, Stockholm, Kungliga biblioteket ms. A. 233
- Getijdenboek voor het gebruik van Rome, Stuttgart, Württembergische Landesbibliothek, Cod. brev. 3
- Gebedenboek, München Bayerische Staatsbibliothek Clm 23240